# Шааф, Томас
То́мас Ша́аф (нем. Thomas Schaaf; род. 30 апреля 1961, Мангейм) — немецкий футболист и футбольный тренер. Всю карьеру в качестве игрока провёл в немецком клубе «Вердер». В дальнейшем возглавил его как главный тренер, выиграв в 2004 году «золотой дубль».

## Биография
Всю игровую карьеру провёл в одном клубе — бременском «Вердере». Он отдал клубу 40 лет своей жизни, пройдя с 1972 года путь от игрока юниорской команды до игрока основы, а потом и до главного тренера. За все свои сезоны в Бундеслиге Шааф сыграл 281 матч, в котором забил 14 мячей. С «Вердером» Томас выиграл не только все внутренние турниры, но и Кубок обладателей кубков УЕФА.
В качестве тренера Шааф также добился весомых достижений с командой. Он так же, как и в бытность игроком, выиграл оба главных внутренних трофея.
15 мая 2013 года Шааф покинул «Вердер» после 14 лет работы.

Под руководством Шаафа «Вердер» в 2004 году оформил золотой дубль, выиграв чемпионат и Кубок Германии. Также на счету команды, помимо успеха в 2004-м году, две победы в Кубке страны — в 1999-м и 2009-м годах, а также выход в финал Кубка УЕФА в 2009 году, где подопечные Шаафа уступили донецкому «Шахтёру». После отставки Томас заявил: 
Я провёл здесь незабываемое время, это был бесценный и очень успешный опыт. Хочу поблагодарить всех, кто был рядом со мной всё это время и поддерживал меня. Желаю «Вердеру» успехов в дальнейшем.
21 мая 2014 года Шааф был назначен главным тренером франкфуртского «Айнтрахта», с которым он подписал контракт до 2016 года. В сезоне 2014/15 чемпионата Германии «Айнтрахт» занял 9-е место. Но 26 мая 2015 года Шааф сам попросил гессенский клуб расторгнуть контракт.
28 декабря 2015 года «Ганновер 96» официально объявил о назначении Томаса Шаафа на пост главного тренера. После того как под руководством Шаафа «Ганновер» проиграл 10 из 11 игр, руководством клуба 3 апреля 2016 было принято решение освободить его от обязанностей главного тренера.

## Личная жизнь
Шааф женат, имеет дочь Валеску. Семья живёт в городе Штур.

## Достижения

### Командные
- Как игрок:
  - Чемпион Германии: 1988, 1993.
  - Обладатель Кубка Германии: 1991, 1994.
  - Обладатель Суперкубка Германии: 1988, 1993, 1994.
  - Обладатель Кубка обладателей кубков УЕФА: 1992.
- Как тренер:
  - Чемпион Германии: 2004.
  - Обладатель Кубка Германии: 1999, 2004, 2009
  - Обладатель Суперкубка Германии: 2009
  - Финалист Кубка УЕФА: 2009

### Личные
- Футбольный тренер года в Германии: 2004